# Selichot
Selichot betyder "undskyldninger". I den religiøse jødedom dækker ordet over en række bønner, der læses op til Rosh Hashanah for at bede Gud om undskyldning for de synder, der er begået i løbet af året.
| Religion | Spire Denne religionsartikel er en spire som bør udbygges. Du er velkommen til at hjælpe Wikipedia ved at udvide den. |